# Księżniczka łabędzi
Księżniczka łabędzi (ang. The Swan Princess, 1994) – amerykański film animowany oparty na balecie Jezioro łabędzie.
Film był nominowany do Złotego Globu za najlepszą piosenkę „Far Longer Than Forever” (wyk. Regina Belle i Jeffrey Osbourn) oraz do nagrody Annie za najlepszy pełnometrażowy film animowany.
Powstało 11 kontynuacji filmu:
- Księżniczka łabędzi II: Tajemnica zamku (1997),
- Księżniczka łabędzi III: Skarb czarnoksiężnika (1998),
- Gwiazdka księżniczki łabędzi (2012),
- Księżniczka łabędzi: Rodzina królewska (2014),
- Księżniczka łabędzi i piraci (2016),
- Księżniczka łabędzi i niezwykła gwiazdka (2017),
- Księżniczka łabędzi i królewska tajemnica (2018),
- Księżniczka łabędzi i królestwo muzyki (2019),
- Księżniczka łabędzi: Królewskie zaślubiny (2020),
- Księżniczka łabędzi: Bajkowy początek (2023),
- Księżniczka łabędzi: Na dłużej niż na zawsze (2023).

## Fabuła
Władcy dwóch królestw, król William i królowa Uberta, postanowili, że kiedy ich dzieci dorosną, połączą dwa królestwa poprzez ślub. Derek i Odetta nie przypadają za sobą, jednak podczas ostatniego spotkania zakochują się w sobie. Odetta, rozczarowana wyznaniem, że Derekowi podoba się tylko jej uroda, wraca z ojcem do królestwa. Po drodze spotykają dawnego wroga Williama, czarnoksiężnika Rothbarta, który zabił króla i porwał Odettę, po czym rzucił na nią klątwę – w ciągu dnia jest łabędziem, a każdego wieczoru, gdy światło księżyca pada na jezioro, staje się człowiekiem.
Odetta zamieszkuje zaczarowane jezioro, na którym zaprzyjaźnia się z żabą Jean-Bobem, żółwiem Szybkim i ptakiem Puffinem. Derek postanawia pokonać Rothbarta i ruszyć na ratunek Odetcie, którą uratować może przyrzeczenie dozgonnej miłości.

## Obsada
- Michelle Nicastro – Odetta (dialogi)
- Liz Callaway – Odetta (śpiew)
- Howard McGillin – Derek
- Jack Palance – Rothbart (dialogi)
- Lex de Azevedo – Rothbart (śpiew)
- John Cleese – Jean-Bob (dialogi)
- David Zippel – Jean-Bob (śpiew)
- Steven Wright – Szybki (dialogi)
- Jonathan Hadary – Szybki (śpiew)
- Steve Vinovich – Puffin
- Sandy Duncan – królowa Uberta
- Dakin Matthews – król William
- Mark Harelik – lord Rogers
- Joel McKinnon Miller – Bromley (dialogi)
- Wes Brewer – Bromley (śpiew)
- James Arrington – szambelan (dialogi)
- Davis Gaines – szambelan (śpiew)
- Bess Hopper – Bridgette
- Brian Nissen – Narrator
- Adrian Zahiri – mała Odetta
- Adam Wylie – mały Derek

## Wersja polska
| Wersja polska: Master Film na zlecenie Telewizji Polskiej Reżyseria: Miriam Aleksandrowicz Dialogi: Elżbieta Kowalska Teksty piosenek: Ryszard Skalski Kierownictwo muzyczne: Eugeniusz Majchrzak Dźwięk: Ewa Kwapińska Montaż: Ryszard Lenartowicz Kierownictwo produkcji: Agnieszka Sobieraj Wystąpili: - Olga Bończyk – Odetta - Jacek Bończyk – Derek - Jacek Czyż – Rothbart - Mieczysław Morański – Jean-Bob - Dariusz Odija – Szybki - Wojciech Paszkowski – Puffin - Maria Winiarska – królowa Uberta - Krzysztof Kołbasiuk – król William - Ryszard Nawrocki – lord Rogers - Krzysztof Krupiński – Bromley - Krzysztof Zakrzewski – szambelan - Miriam Aleksandrowicz – Bridgette - Jerzy Dominik – Narrator - Dominika Sell – mała Odetta - Norbert Jonak – mały Derek - Jacek Wolszczak – mały Bromley Partie chóralne w wykonaniu chóru pod kierownictwem Mirosława Janowskiego | Wersja polska: Telewizyjne Studia Dźwięku – Warszawa Reżyseria: Barbara Sołtysik Tłumaczenie: Katarzyna Ciupak Dialogi: Dorota Dziadkiewicz-Brewińska Teksty piosenek: Andrzej Brzeski Kierownictwo muzyczne: Eugeniusz Majchrzak Dźwięk: Joanna Fidos Montaż: Elżbieta Joel Kierownictwo produkcji: Krystyna Dynarowska Wystąpili: - Beata Jankowska-Tzimas – Odetta - Marcin Przybylski – Derek - Jan Janga-Tomaszewski – Rothbart - Jarosław Boberek – Puffin - Mirosława Krajewska – królowa Uberta - Marek Barbasiewicz – król William - Arkadiusz Jakubik – Bromley - Jerzy Rogowski – Narrator - Adam Biedrzycki - Zbigniew Konopka - Dariusz Dobkowski |

## Soundtrack
- This Is My Idea
- Practise, Practise, Practise
- Far Longer Than Forever
- No Fear
- No More Mr. Nice Guy
- Princesses on Parade
- The Enchanted Castle
- It's Not What It Seems
- Derek Finds Odette
- Eternity